# Les Neuf Sœurs
La Loge des Neuf Sœurs (A Loja das Nove Irmãs) foi uma proeminente Loja Maçônica francesa do Grande Oriente de França com sede em Paris. Fundada em 1776, teve influência na organização do apoio francês para a Revolução Americana. A "Société des Neuf Soeurs", uma sociedade de beneficência em que os currículos acadêmicos avaliados, foram activos na Académie Royale des Sciences desde 1769. Seu nome se refere às nove Musas, as filhas de Mnemosine/Memória, mecenas das artes e das ciências desde a antiguidade, e muito significativo nos círculos culturais franceses. A Loja com o mesmo nome e propósito, foi inaugurada em 1776, por Jérôme de Lalande. Desde o início da Revolução Francesa em 1789 até 1792, "Les Neuf Soeurs" tornou-se numa "Société Nationale" (Sociedade Nacional).
Durante a Revolução Francesa, enquanto a "Académie Royale des Sciences et des Arts" foi drasticamente reorganizada, dois membros da Loja, Antoine Laurent de Jussieu e Gilbert Romme, em colaboração com Henri Grégoire, ajudaram a organizar uma "Société Libre des Sciences, Belles Lettres et Arts ", para subsidiar o que tinha acontecido ao Instituto de França, de modo a manter a influência original do" Neuf Soeurs "intacta. Hahn, 1971) A apresentação foi reconstituído sob o nome original em 1805 e deixou de operar entre  os anos de 1829-1836, e finalmente encerrado em 1848. Seus sucessivos "Veneráveis Mestres" da primeira década, foram: Benjamin Franklin (1779-1781), Marquês de La Salle (1781-1783), Milly (1783-1784), Charles Dupaty (1784), Elie de Beaumont (1784-1785), e Claude Pastoret (1788-1789).

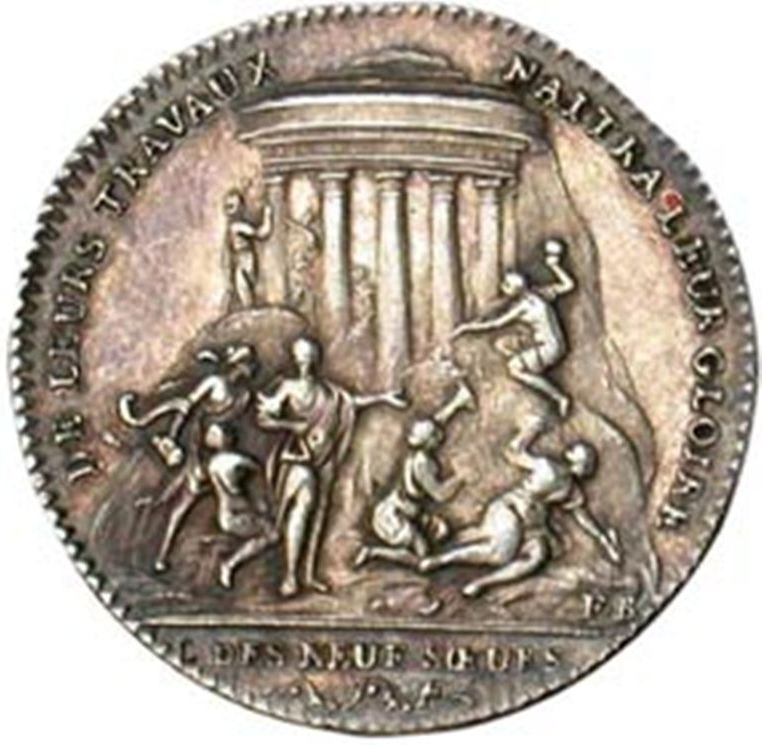
Um símbolo das "Les Neuf Soeurs" (1783).

## Os americanos
Voltaire, em 1778, tornou-se membro honorário, Benjamin Franklin e John Paul Jones também foram aceites. Benjamin Franklin tornou-se Mestre da Loja em 1779, e foi reeleito em 1780. Quando Franklin, após uma estadia longa e influente na Europa, retornou à América para participar na escrita da Constituição, Thomas Jefferson assumiu o cargo de enviado americano.
Jean-Antoine Houdon, um dos membros das "Les Neuf Soeurs", acrescentou um busto de mármore de Jefferson no seu corpus de obras, bem como de Franklin e do General Lafayette. Jefferson Houdon convenceu a fazer a sua famosa estátua de George Washington, para o qual Houdon viajou para a América em 1785.
Enquanto Jefferson ficou em Paris, na Maison des Feuillants, seu vizinho, foi Jean-François Marmontel, "Secretário-da-Vida", da Academia de Ciências de Paris e outro membro da Loja. Ao mesmo tempo, um amigo de Jefferson John Adams era vizinho, em Auteuil, da viúva de Helvétius, que sediou a famosa Cercle d'Auteuil, onde a influência das "Les Neuf Soeurs" estava no seu mais elevado nível.[carece de fontes?]
Em Mémoires pour servir à l'histoire du Jacobinisme (4.º vol. , 1797-1798), Augustin Barruel atribui aos membros, para figuras chave da Revolução Francesa como Brissot (Reivindicações de Barruel, escreve que ele, Brissot, embora tenha iniciado na Loja Alemã, nunca foi activo) e Danton.

## O círculo de Auteuil
O círculo de Auteuil era o nome do salão dirigida por Madame Helvetius, (1719-1800) em que debateu com os mais famosos dos pensadores do Iluminismo. Além de seus convidados norte-americanos, ela recebeu D'Alembert, Denis Diderot, D'Holbach, Chamfort, Mirabeau, Condillac, Volney, Garat, Condorcet, Turgot e Cabanis, ao que parece, após as suas mortes em 1800, foram considerado como sendo seus filhos, a fim de manter vivo o espírito do Círculo de Auteuil
Contudo, nem todos foram membros do círculo de Auteuil das "Les Neuf Sœurs". Em particular, que jamais foi demonstrado que Condorcet foi um membro da Loja.

## As ideologias
Les Neuf Sœurs e o círculo de Auteuil, perdeu muitos dos seus membros no âmbito do Terror. Entre aquelas que sobreviveram, Destutt de Tracy, esteve u uma passo da guilhotina.
Dominique Joseph Garat, Volney, Pierre-Jean Georges Cabanis, Pierre-Louis Ginguené e Destutt de Tracy, foram animados nos cursos de ciências morais e políticas do Instituto.
Pierre-Louis Ginguené, publicou o jornal La Décade philosophique. Destutt de Tracy apelidou a palavra "ideologia" para descrever a sua filosofia.
Napoleão Bonaparte, que não apreciava a independência intelectual dos ideólogos, encerrou em 1803, os cursos das ciências morais e políticas. "É uma guerra aberta declarada contra a nossa ciência, amado", escreveu Cabanis em Maine de Biran. Napoleão admitiu mais tarde, a mão do círculo de Auteuil, em oposição ao Maine de Biran, à sua política em 1813.

## Membros
- François-Marie Arouet Voltaire (1694-1778) - Iniciado em 4 de abril de 1778 em Paris, seus condutores foram Benjamin Franklin e Antoine Court de Gebelin. Ele faleceu no mês seguinte. Sua adesão, porém, foi simbólica da independência de espírito "Les Neuf Soeurs" representava.
- Benjamin Franklin (1706-1790)
- Jean-François Marmontel (1723-1799)
- Jean-Baptiste Greuze (1725-1805)
- Antoine Court de Gébelin (1725-1784)
- Niccolò Vito Piccinni (1728-1800)
- Augustin Pajou (1730 - 1809)
- Nicolas Bricaire de la Dixmerie (1731?-1791)
- Joseph Lalande (1732-1807)
- Joseph-Ignace Guillotin (1738-1794)
- Sébastien-Roch Nicolas de Chamfort (1741-1794)
- Jean-Antoine Houdon (1741-1828)
- Jacques-Étienne Montgolfier (1745-1799)
- Chevalier de Saint-Georges, disse o Chevalier de Saint-George (1745?-1799)
- Nicolas Roze (1745-1819)
- John Paul Jones (1747-1792)
- Pierre-Louis Guinguené (1748-1815)
- Emmanuel Joseph Sieyès (1748-1836)
- Dominique Joseph Garat (1749-1833)
- Nicolas-Louis François de Neufchâteau (1750-1828)
- Jean-Nicolas Démeunier (1751-1814)
- Nicolas Dalayrac (1753-1809)
- Claude-Emmanuel de Pastoret (1755-1840)
- Bernard Germain Lacépède (1756-1825)
- Pierre-Jean-Georges Cabanis (1757-1808)
- Louis de Fontanes (1757-1821)
- Carle Vernet (1758-1835)
- Camille Desmoulins (1760-1794)
- Jean Sylvain Bailly (1736–1793) e o Marques de Condorcet (1743–1794) são muitas vezes referidos como membros, mas não há nenhuma documentação como prova.